# Eddy Fontaine
 (février 2021).
Si vous disposez d'ouvrages ou d'articles de référence ou si vous connaissez des sites web de qualité traitant du thème abordé ici, merci de compléter l'article en donnant les références utiles à sa vérifiabilité et en les liant à la section « Notes et références ».
Eddy Fontaine (né à Namur, le 28 juin 1964 est un homme politique belge francophone, membre du Parti Socialiste.

## Biographie
Eddy Fontaine effectue son premier mandat politique de 2000 à 2006 en tant que conseiller de l'action sociale à Couvin.
Après les élections communales de 2006, il est élu échevin et est réélu en 2012. Il garde ce poste jusqu'au 1er février 2017, lorsqu'il remplace Pierre-Yves Dermagne et devient député Wallon. De 2012 à 2017, il siège en tant que conseiller provincial à Namur. Le 28 juillet 2017, à la suite de la chute du gouvernement Wallon, il retrouve son siège échevinal à Couvin. Après les élections communales de 2018, Eddy Fontaine reste conseiller communal à Couvin. 
Depuis le 16 septembre 2019, il redevient député Wallon et de la Fédération Wallonie-Bruxelles, suppléant de Pierre-Yves Dermagne qui prend le rôle de Ministre des Pouvoirs Locaux.